# The Unknown (1915)
The Unknown é um filme estadunidense de 1915, do gênero drama, dirigido por George Melford, com roteiro de Margaret Turnbull baseado no romance The Red Mirage, de Ida Alexa Ross Wylie.